# 科学の甲子園ジュニア
科学の甲子園ジュニア（かがくのこうしえんジュニア）とは、中学校等（中等教育学校前期課程・特別支援学校中学部在籍生を含む）の生徒がチームで理科・数学・情報における複数分野の競技を行う大会。主催は国立研究開発法人科学技術振興機構（JST）。同じくJSTが主催する科学の甲子園の中学版として位置づけられている。

## 都道府県代表選考
各都道府県の教育委員会が代表選考を開催する。代表チームは各都道府県内の中学校等に所属する1-2年生の6名で構成されていることが条件となる。また、高校と違い複数の学校による混成チームの結成も可である。

## 全国大会
各都道府県代表同士で争われる。第1回の開催地は国立オリンピック記念青少年総合センター（東京都渋谷区）、第2回から第4回の開催地はBumB(ぶんぶ)東京スポーツ文化館（東京都江東区）、第5回から第7回の開催地はつくばカピオ及びつくば国際会議場(茨城県つくば市)。また全国大会優勝校は高校の科学の甲子園全国大会に特別参加出来る。第10回からは姫路市文化コンベンションセンターで行われている。
| 第1回：2013年12月21-22日                                      |
| ------------------------------------------------------------- |
| 1位：滋賀県（滋賀大学教育学部附属中学校、栗東市立葉山中学校） |
| 2位：兵庫県（灘中学校、神戸女学院中学部）                     |
| 3位：広島県（広島大学附属中学校）                             |

| 第2回：2014年12月5-7日                                          |
| --------------------------------------------------------------- |
| 1位：茨城県（茨城県立並木中等教育学校）                         |
| 2位：福岡県（久留米大学附設中学校、福岡教育大学附属福岡中学校） |
| 3位：愛知県（海陽中等教育学校）                                 |

| 第3回：2015年12月4-6日                                                                                        |
| --- |
| 1位：富山県（黒部市立高志野中学校、富山市立新庄中学校、高岡市立五位中学校、富山大学人間発達科学部附属中学校） |
| 2位：宮崎県（宮崎県立宮崎西高等学校附属中学校）                                                               |
| 3位：福島県（福島大学附属中学校、郡山ザベリオ学園中学校）                                                     |

## イメージキャラクター
高校の科学の甲子園と同じく「アッピン」がイメージキャラクターとなっている。